# Friedrich der Große (Schiff, 1912)
Die Friedrich der Große war ein Großlinienschiff (Schlachtschiff) der Kaiser-Klasse der Kaiserlichen Marine.

## Geschichte
Das Schiff war der erste Neubau der 1909 eröffneten Werft AG Vulcan Hamburg, Tochterunternehmen der Stettiner Maschinenbau AG Vulcan. Es lief am 10. Juni 1911 vom Stapel und wurde am 15. Oktober 1912 in Dienst gestellt.
Die Friedrich der Große war für mehr als vier Jahre Flottenflaggschiff der Hochseeflotte und nahm in dieser Rolle an der Skagerrakschlacht teil, die sie unbeschädigt überstand. Am 14. März 1917 wurde die Baden neues Flottenflaggschiff.
Anfang August 1917 kam es auf den in Wilhelmshaven liegenden Schiffen Friedrich der Große und dem Schwesterschiff Prinzregent Luitpold auf Grund der Untätigkeit, mangelhafter Versorgung der Mannschaftsdienstgrade sowie durch schlechte und teilweise schikanöse Menschenführung durch das Offizierskorps zu Gehorsamsverweigerungen und Meutereien. Nach deren Niederschlagung wurden fünf Beteiligte zum Tode verurteilt und zwei von ihnen – Max Reichpietsch und Albin Köbis – schließlich hingerichtet, während die anderen – Hans Beckers, Willy Sachse und Wilhelm Weber – begnadigt wurden.
Bei der Eroberung der Baltischen Inseln 1917 (Unternehmen Albion) war die Friedrich der Große ab 12. Oktober 1917 im Verband des seit Dezember 1916 neugebildeten IV. Geschwaders eingesetzt, unter anderem zur Beschießung der die Irbenstraße bestreichenden russischen Batterie Zerel mit vier ihrer 30,5-cm-Geschütze, deren Betonfundamente bis in die Gegenwart in der Nähe des nach 1945 erneuerten Leuchtturms (der alte wurde Ende des Zweiten Weltkriegs beschädigt) zu sehen sind.
Nach Aussagen des Stabschefs des Kommandos der Hochseeflotte, Adolf von Trotha, bei einer Besprechung mit dem Stabschef der Seekriegsleitung, Magnus von Levetzow, wurden während des geplanten Flottenvorstoßes am Ende des Ersten Weltkriegs auf der Friedrich der Große das Ankerlichten verhindert und die Feuer aus den Kesseln gerissen. „Admiral Meurer [Chef des IV. Geschwaders, Friedrich der Große war sein Flaggschiff] griff ein, betonte, daß nur Sicherungsaufgabe vorläge, worauf Besatzung Pflicht tat, soll dann Zusage gemacht haben, daß nur Verwendung innerhalb des Sperrgebiets in Frage käme.“
Nach dem Kriegsende wurde die Friedrich der Große zusammen mit dem größten Teil der kaiserlichen Hochseeflotte in Scapa Flow interniert. Teile der nach der Überfahrt auf 120 Mann verkleinerten Restbesatzung benahmen sich dem an Bord weilenden Konteradmiral Ludwig von Reuter gegenüber derart unflätig – unter anderem wurde schikanös auf dem Oberdeck oberhalb seiner Kajüte getrampelt, um ihm den Schlaf zu rauben – dass dieser sich gezwungen sah, auf die Emden als neues Flaggschiff des Internierungsverbandes zu wechseln. Als endgültig feststand, dass die Siegermächte die internierten Schiffe nicht wieder herausgeben würden, gab Konteradmiral von Reuter am 21. Juni 1919 den Befehl zur Selbstversenkung der Kaiserlichen Hochseeflotte in Scapa Flow. Um 12:16 Uhr sank die Friedrich der Große als erstes der Schiffe. Das Wrack wurde 1937 gehoben und abgewrackt, dabei wurden rund 20.000 Tonnen Schrott im Wert von 130.000 Pfund gewonnen.
Die vier anderen Schiffe der Kaiser-Klasse, die ebenfalls in Scapa Flow von ihren Besatzungen versenkt worden waren, wurden zwischen 1929 und 1937 in Rosyth verschrottet. Die Schiffsglocke wurde in den 1960er Jahren der Bundesmarine übergeben.

## Kommandanten
| Dienstgrad       | Name               | Datum                                 |
| ---------------- | ------------------ | ------------------------------------- |
| Kapitän zur See  | Theodor Fuchs      | 15. Oktober 1912 bis 10. Juni 1917    |
| Kapitän zur See  | Theodor Fuchs      | 25. Juli bis 16. August 1917          |
| Kapitän zur See  | Johann von Lessel  | 17. August 1917 bis 15. Dezember 1918 |
| Korvettenkapitän | Ottmar von Wachter | 16. Dezember 1918 bis 21. Juni 1919   |

## Bekannte Besatzungsangehörige
- Ernst von Weizsäcker (1882–1951), Marineoffizier sowie Diplomat, Staatssekretär des Auswärtigen Amtes und Brigadeführer der Allgemeinen SS